# Stefan Leifert

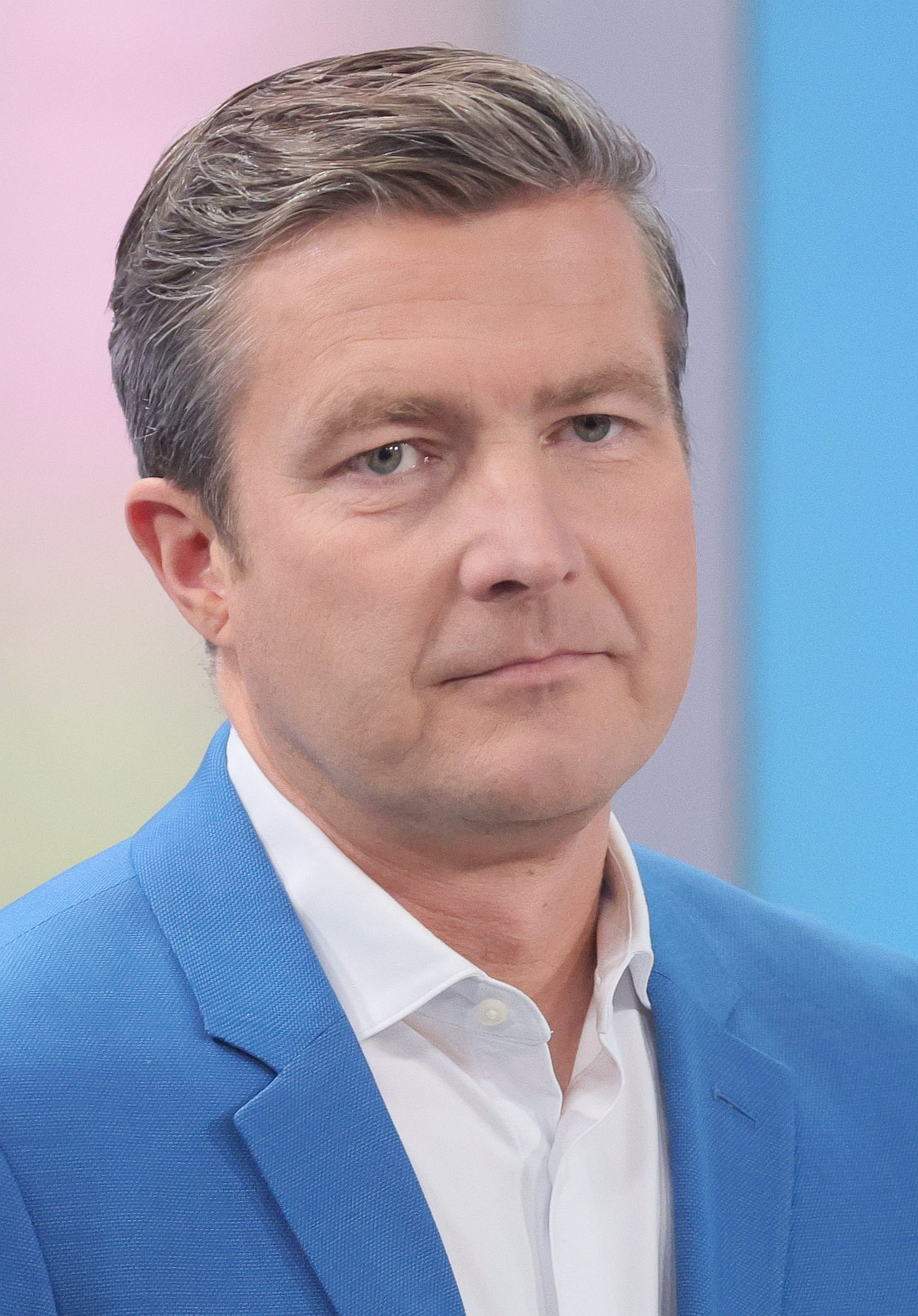
Stefan Leifert, 2025

Stefan Leifert (* 1977 in Haltern am See) ist ein deutscher Fernsehjournalist und seit August 2024 Redaktionsleiter des heute-journals.

## Leben und Wirken
Stefan Leifert studierte Philosophie, Theologie und Kommunikationswissenschaft an der Hochschule für Philosophie München sowie am University College Dublin. An der Hochschule für Philosophie München promovierte er zudem im Jahr 2005 zum Thema der journalistischen Ethik bei Bildberichterstattungen. Die Journalistenausbildung absolvierte er am Institut zur Förderung publizistischen Nachwuchses in München. Er arbeitete daneben als freier Mitarbeiter für die Hörfunksender Bayern 2 und B5 aktuell sowie für verschiedene Tageszeitungen. Ab 2005 war er Trainee beim ZDF, wo er dann zwischen 2006 und 2014 als Parlamentskorrespondent für das Hauptstadtstudio in Berlin tätig war. Ab 2014 war er Auslandskorrespondent im ZDF-Studio Brüssel, wo er über EU-, NATO- und BeNeLux-Themen berichtete. Von Juni 2021 bis Juli 2024 leitete Leifert das ZDF-Landesstudio Bayern in München. Zum 1. August 2024 übernahm er die Redaktionsleitung des heute-journals.

## Veröffentlichung
- Bildethik – Theorie und Moral im Bildjournalismus der Massenmedien. Fink, Paderborn/München 2007, ISBN 978-3-7705-4416-5.